# Pico Ruivo
Le Pico Ruivo (« pic rouge » en portugais) est, avec 1 862 mètres d'altitude, le point culminant de l'île de Madère et le troisième sommet du Portugal (après le Ponta do Pico et la Torre).

## Flore
Bien que d'altitude modérée, le sommet possède un paysage très minéral. La seule végétation qui peut s'y développer est de type rupicole. Il se mélange deux principaux types de végétation : la bruyère, très répandue sur l'île, et une végétation clairsemée dominée par des plantes herbacées. Une des particularités pour cette altitude est la présence de petits arbustes et arbres de bruyère.

## Faune
On peut y observer le Merle noir, le Pinson des arbres ou encore le Roitelet de Madère. La Perdrix rouge et la Linotte mélodieuse nichent également au Pico Ruivo.

## Ascension
Son sommet ne peut être rejoint qu'à pied, soit depuis Achada do Texeira (au nord-est, à 1 592 mètres d'altitude) par un sentier pavé, soit depuis le troisième sommet de l'île, le Pico do Arieiro (au sud-est) par un sentier de 10 kilomètres de long et 1 000 mètres de dénivelé parcourus en environ 3 heures, soit encore par l'ouest, notamment depuis Curral das Freiras. La vue depuis le sommet embrasse à 360° une grande partie de l'île.